# Історична Копальня срібла
Історична копальня срібла в Тарновських Гурах (раніше історична ковальня срібної руди) — єдиний підземний туристичний маршрут у Польщі, який дозволяє відвідувати підземелля колишньої копальні, що містять цінні копалини срібла, засновані в тріасових доломітах та вапняках. 
З 2004 року частина пам’ятника історії Тарновські Гури — підземелля історичної копальні срібної руди та штольні «Чорна форель». З липня 2017 року внесена до Списку всесвітньої спадщини ЮНЕСКО як один із об’єктів в'їзду під назвою: Копальня свинцевої, срібної та цинкової руди разом із підземною системою управління водними ресурсами у Тарновських Гурах.
Історична шахта срібла — одна з чотирьох Зірок Маршруту Пам'ятників Промисловості Сілезького воєводства. З 2014 року шахта приєдналася до Європейського шляху промислової спадщини (ERIH, пол. Europejski Szlak Dziedzictwa Przemysłowego) як так званий Анкерний пункт.

## Загальна інформація
Шахта знаходиться в Тарновських Гурах за адресою вул. Благослови Боже, 81 (пол. Szczęść Boże 81). Це один із двох фрагментів підземних виробок, відкритих для публіки у 1976 році Королівської шахти ім. Фридерика (нім. Königliche Friedrichsgrube),  яка діяла з 1784 року (за іншим джерелом з 1714 року) до 1911 року або 1912 року. Вона є частиною підземного лабіринту гірничих розкопок, тротуарів та дренажних тунелів, довжина яких становить понад 150 км.
На глибині 40 метрів була створена туристична стежка довжиною 1740 метрів в формі трикутника, що з’єднує три стовбури шахти: «Ангел» (пол. „Anioł”), «Гадюка» (пол. „Żmija”) та «Благослови Боже» (пол. „Szczęść Boże”). Під час надзвичайної подорожі копальнею, туристи бачать предків шахтарів XVIII i XIX століть, їхні давні робочі місця та інструменти. До шляху примикають три камери розміром від 500 до 2000 м². Майже 300-метровий відрізок маршруту потрібно подолати човном. У 2012 році підземний туристичний маршрут озвучили автентичними звуками напруженої роботи бамперів, ефектами завалів в копальні, візків що їздять та підривних робіт.
У головному корпусі Копальні срібла розміщена мультимедійна виставка (відкрита 20 квітня 2012 року), де представлено зміст, пов’язаний з історією, геологією, гірничодобувними та дренажними методами Тарногорського підземелля. Можна побачити там, серед іншого, старі інструменти, бурові розчини, лампи, що використовуються під землею, відра для видобутку гірських порід, а також гірничий переносний туалет. Одним із елементів виставки є парова машина, перша у Верхній Сілезії, встановлена на нинішній території міста у 1788 році.
У межах шахти є: кінозал та конференц-зал, ресторан, магазини сувенірів та мінералів, а також автостоянка. Маршрут історичної срібної шахти адаптований для осіб, обмежених в пересуванні. У підземеллі панує специфічний мікроклімат із постійною температурою 10 °С. Поруч із будівлею шахти знаходиться Скансен парових машин[1]. Це багата колекція парових машин, що використовувалися в давній промисловості. Є тут такі експонати, як: дорожній коток, залізничний кран, локомотив, численні паровози, генератор електроенергії, парові насоси та шахтні піднімальні машини. Розташування розкопаного музею під відкритим небом стосується історії Тарногорського видобутку, вирішальним елементом динамічного розвитку в XIX столітті стало впровадження сучасної парової техніки. Нова атракція для всієї родини — їзда на Малій Залізниці Скансен (пол. Mała Koleja Skansenowa) навколо скансену. Довжина маршруту становить 500 метрів. Їзда на цій невеликій колії, в оточенні антикварних машин, забезпечує незабутні враження.
Історичною Копальнею срібла та Штольнею Чорної Форелі управляє Асоціація любителів землі Тарногорської. 
З 19 жовтня 2006 року Історична Копальня срібла знаходиться на маршруті Шляху промислових пам'ятників Сілезького воєводства. Підземелля історичної шахти та Штольні Чорна Форель було оголошено пам’яткою історії указом Президента Республіки Польща від 14 квітня 2004 року (Журнал законів 2004 р. № 102, ст. 1062).

## Об'єкт ЮНЕСКО
Історична Копальня срібла в Тарновських Гурах була одним із об'єктів, поданих Міністерством культури та національної спадщини на прохання Асоціації любителів землі Тарногорської внести до Списку всесвітньої спадщини ЮНЕСКО. Повідомлення також включало інші гірничодобувні споруди з Тарновських Гур, Битома та Гміни Зброславіце. Занесення до цього списку було здійснено під час 41-ї сесії Комітету всесвітньої спадщини у Кракові 9 липня 2017 року. 

## Бібліографія

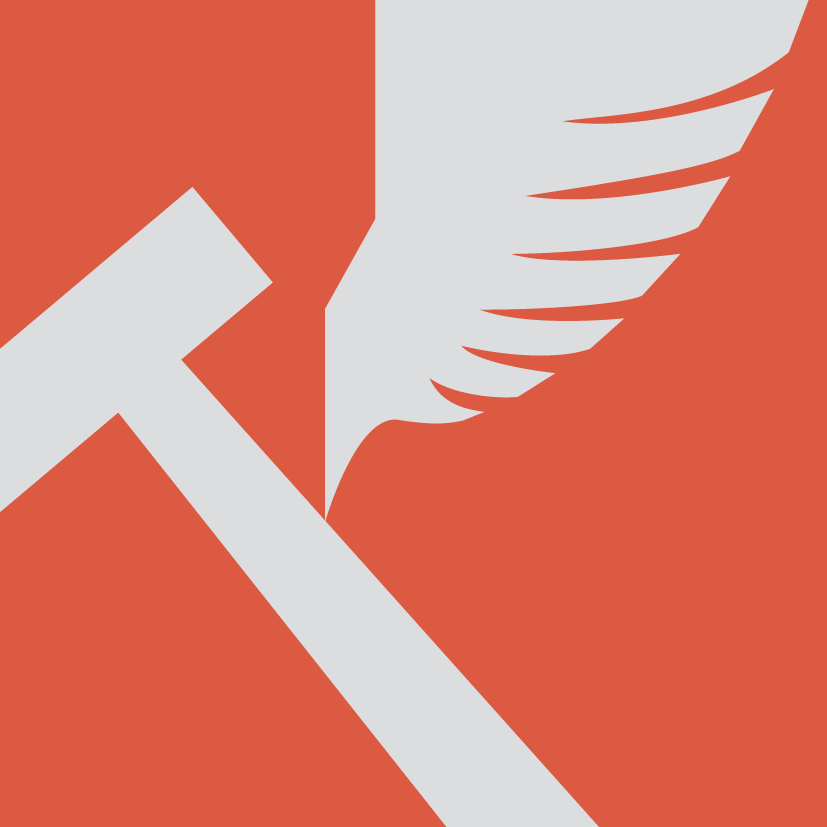
Логотип історичної копальні срібла